# Antracnosi dels cítrics
L'antracnosi dels cítrics o "xancre dels cítrics" és una malaltia que afecta diferents espècies de cítrics. És causada pel bacteri Xanthomonas axonopodis. La infecció causa lesions a les fulles, les tiges i els fruits dels arbres del gènere Citrus com el taronger el llimoner, etc. Encara que no són perillosos per l'home, el xancre afecta de manera significativa la vitalitat de les plantes, cosa que provoca la caiguda prematura de fulles i fruits; els fruits infectats pel xancre són comestibles però per motius estètics no es poden comercialitzar. La malaltia, que hauria tingut origen al sud-est d'Àsia, és extremadament persistent quan s'estableix a una zona. Vergers de cítrics sencers s'han eliminat a Austràlia per intentar erradicar aquesta malaltia. Brasil i Estats Units en són focus actius en l'actualitat.